# St Mary the Virgin (Stevington)

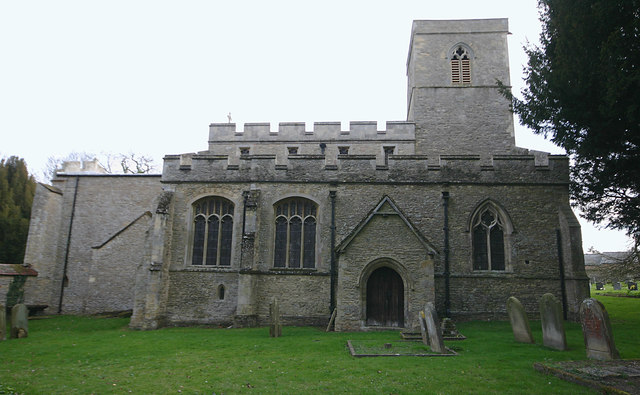
St Mary the Virgin

St Mary the Virgin ist eine Kirche in der Church Road in Stevington. Sie ist seit 1964 unter der Nummer 1310202 als Grade-I-Denkmal auf der National Heritage List for England eingetragen.

## Geschichte und Beschreibung
Eine als heilig angesehene Quelle östlich der Kirche, deren Wasser in Richtung der Great Ouse abfließt, könnte ausschlaggebend für die Wahl des Standortes der Kirche St Mary the Virgin in Stevington gewesen sein. Schon im 9. Jahrhundert soll sich an dieser Stelle ein hölzerner Wachturm befunden haben, der gegen Ende des 11. Jahrhunderts durch einen steinernen Turm ersetzt wurde.
Die Kirchenanlage geht auf die angelsächsische Zeit zurück. Die in der Zeit zwischen 1280 und 1400 erbaute Kirche besaß anfänglich wahrscheinlich ein Schiff, einen Chor und auf der Westseite einen kleinen Turm. Die untere Ebene dieses vermutlich ersten Kirchturmes ist erhalten geblieben. Das doppelte Sprossenfenster mit dem originalen hölzernen Fensterbrett auf der Südseite dieses Turms stammt noch aus der angelsächsischen Zeit.
Im 14. Jahrhundert wurden Seitenschiffe angebaut, außerdem zwei Kapellen an der Nord- und der Südseite des Chores; im 15. Jahrhundert erfolgte eine Erhöhung des Turmes. Außerdem wurde auf das bisherige Kirchenschiff ein Obergeschoss aufgesetzt.
Sowohl die Seitenschiffe als auch die beiden Kapellen wurden im 17. Jahrhundert baufällig. Nur die Seitenschiffe erfuhren damals eine Ausbesserung; die Kapellen wurden dem Verfall preisgegeben. 1871 wurden Teile der Kirche saniert. Damals wurden z. B. die Fenster der Seitenschiffe neu gestaltet.
Die Seitenschiffe, die südliche Vorhalle und das Obergeschoss des Kirchenschiffes sind mit zinnenbewehrten Brüstungen versehen. Im Obergeschoss sind vier dreiflügelige Fenster vorhanden. Auf der Westseite der Kirche befinden sich drei dreiflügelige Fenster unter Maßwerk mit einem Spitzbogen. Der Glockenturm hat zwei dreiflügelige Fenster unter Vierblattwerk und zwei Bögen.

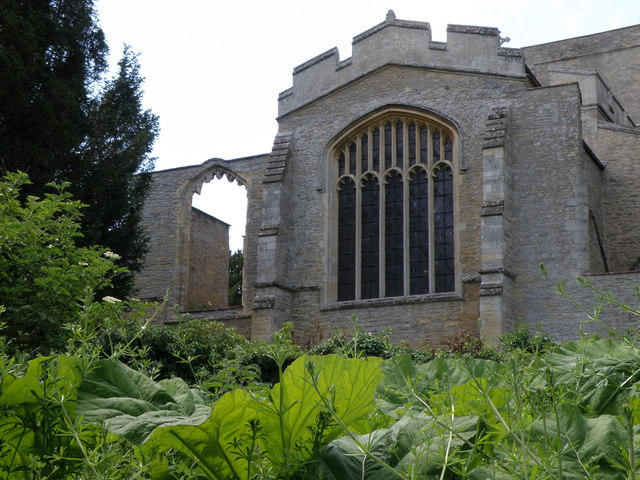
Das Ostfenster

Das Ostfenster wurde im 19. Jahrhundert gestaltet. Es besteht aus fünf einzelnen Fenstern mit senkrechtem Maßwerk unter einem vierzackigen Bogen.
Das geschnitzte achtfelderige Engelsdach, auf dem sich acht Engelsfiguren befinden, wurde von den Wollhändlern Nicholas und Robert Taylor aus Stevington finanziert. Aus dem frühen 16. Jahrhundert stammt der figürliche Schmuck der vorderen Kirchenbänke. Möglicherweise stammen diese Figuren – zwei kniende und trinkende Männer, zwei halb liegende Männer, ein sitzender und ein schreibender Mann sowie drei Tiere – aus dem Hospitium, das für Pilgernde, die die heilige Quelle besuchen wollten, errichtet wurden.
In der Südwand der Ruine der Kapelle auf der Nordseite sind die Reste einer Piscina zu erkennen. Außerdem findet sich in den Resten dieser Kapelle noch eine Nische, in der ursprünglich wohl eine Statue stand. Die Durchgänge dieser Kapelle zum Kirchenschiff und zum Altarraum wurden verschlossen.
Von der Kapelle auf der Südseite existieren noch die Außenmauern, ein Teil des Ostfensters sowie der Rahmen des südlichen Fensters; erhalten geblieben ist auch eine Eckpiscina über Spitzbögen.
Die Belegung des Friedhofs, der die Kirche umgibt, ist bis zum Stand vom Januar 2021 dokumentiert.